# Wenigenlupnitz
Wenigenlupnitz is een plaats in de Duitse gemeente Hörselberg-Hainich in  Thüringen. De gemeente maakt deel uit van het Wartburgkreis. Het dorp werd in 1996 bij Hörselberg gevoegd  en maakt sinds 2007 deel uit van Hörselberg-Hainich.